# Eva Briegel

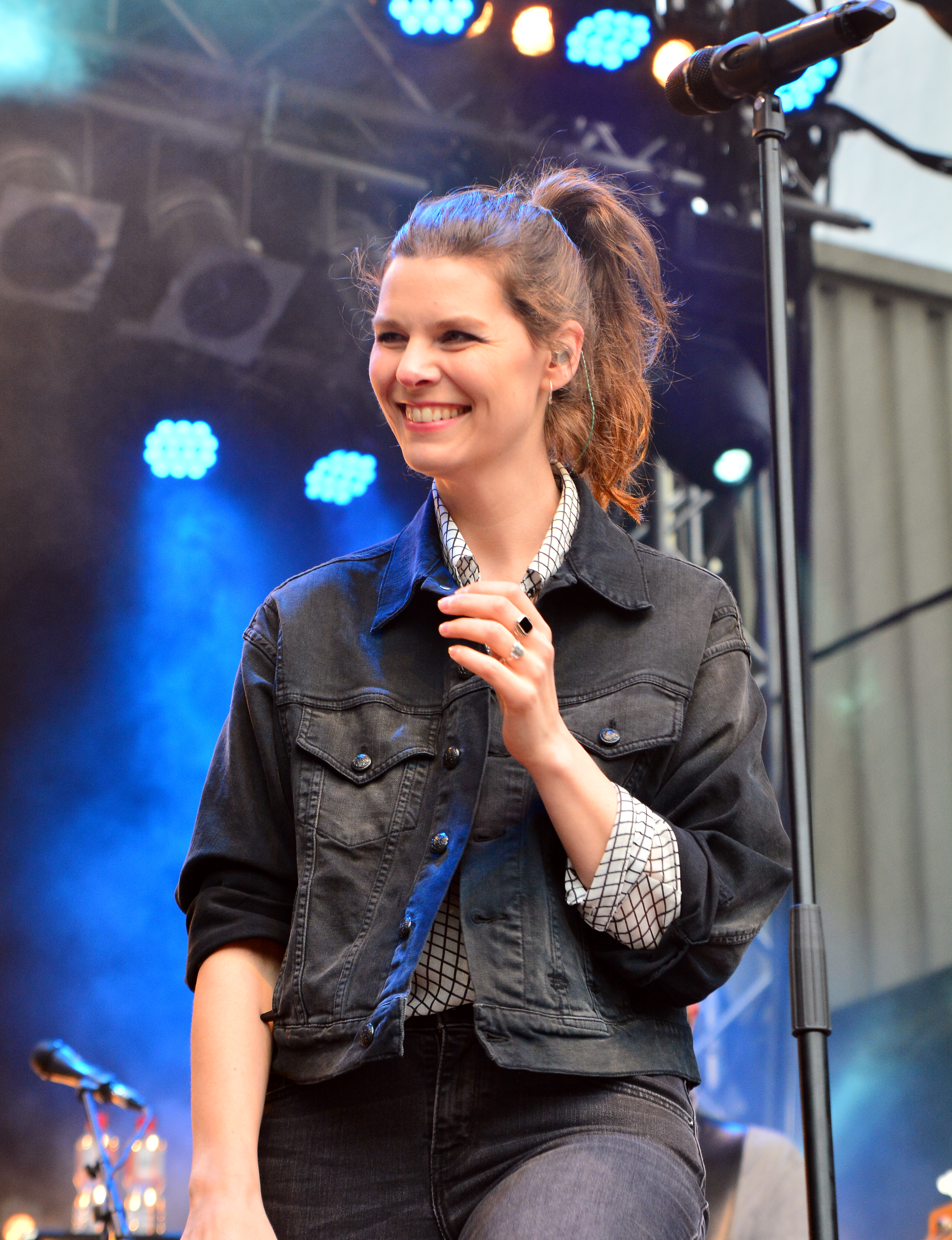
Eva Briegel bei einem Auftritt der Band Juli beim Holsten Brauereifest 2015

Eva Briegel (* 3. Dezember 1978 in Leonberg) ist eine deutsche Musikerin und Sängerin der ursprünglich aus Gießen stammenden Band Juli.

## Herkunft, Ausbildung und Familie
Eva Briegels Familie lebte zunächst in Böblingen und zog 1982 nach Langgöns in Mittelhessen. Ab 1985 besuchte Briegel die örtliche Grundschule, ab 1989 die Anne-Frank-Schule in Linden. Nach einem Jahr in der gymnasialen Oberstufe in der Liebigschule Gießen machte sie schließlich 1998 ihr Abitur an der Gesamtschule Gießen-Ost.

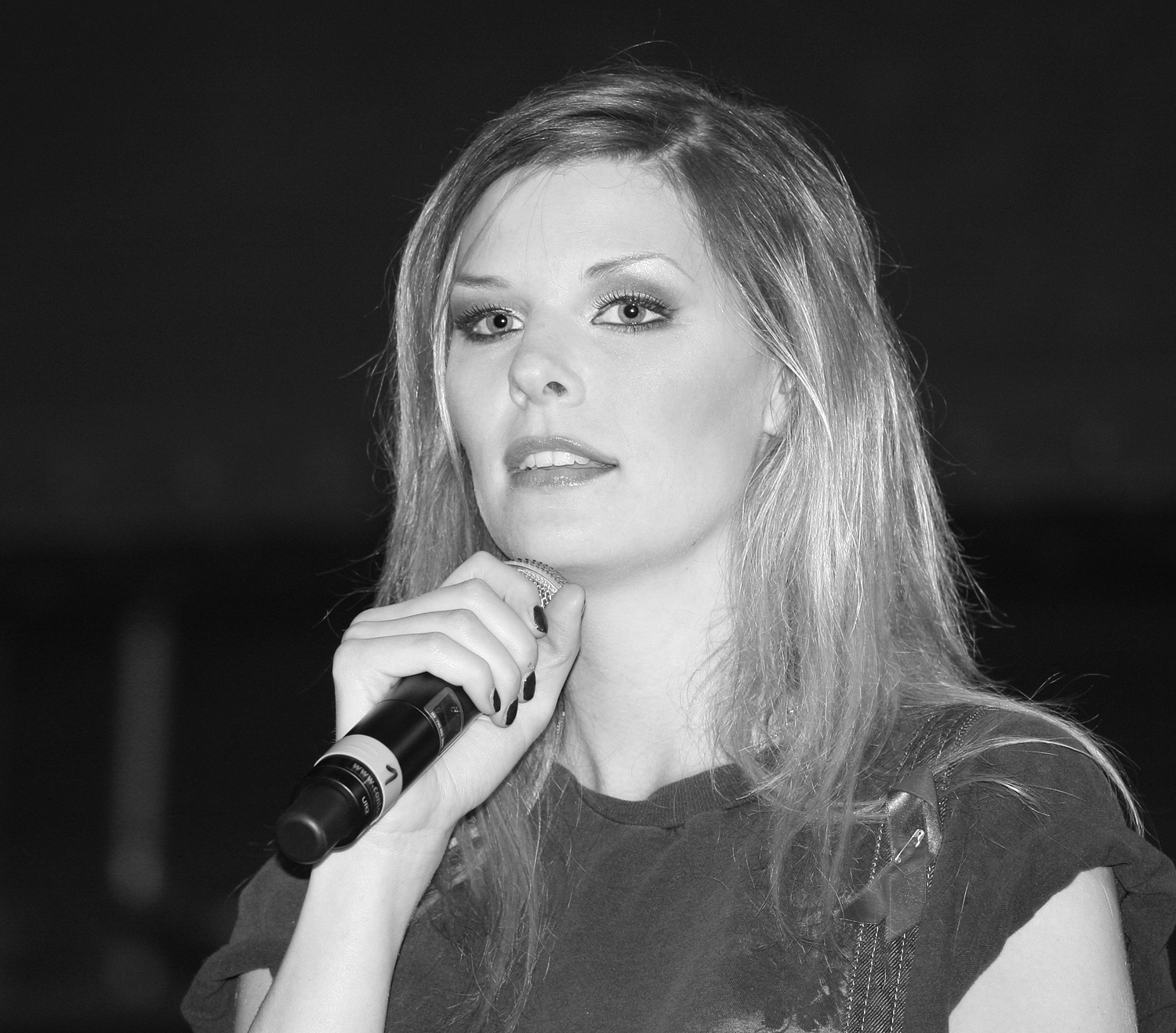
Eva Briegel (2008)

Bereits während der letzten Jahre ihrer Schulzeit sang sie in verschiedenen Bands und Projekten und interessierte sich für eine musikalische Karriere, jedoch studierte sie zunächst ein Semester in Heidelberg, dann verbrachte sie dreizehn Semester in verschiedenen Fächern (Kunstgeschichte, klassische Archäologie, Pädagogik, Psychologie, Germanistik, psychosoziale Medizin) an der Justus-Liebig-Universität Gießen. Nebenbei verkaufte sie PCs und arbeitete in einer Bar. 2004, im Jahr des kommerziellen Durchbruchs ihrer Band, brach sie das Studium ohne Abschluss ab.
Eva Briegel ist mit dem Gitarristen Andy Penn der Pop-Band MIA. liiert. Penn wirkte auch als Gastmusiker am dritten Juli-Album In Love mit, das im September 2010 erschien. Ihre gemeinsame Tochter kam im Frühling 2010 zur Welt. Die Familie lebt in Berlin. Briegel ist evangelisch getauft und konfirmiert und singt seit 2022 in einem katholischen Kirchenchor in Berlin, bezeichnet sich aber als nicht religiös. Seit dem Alter von 13 Jahren ist Briegel Vegetarierin. 2006 bewarb sie eine Vegetarismus-Kampagne der Tierrechtsorganisation PETA, indem sie sich für eine Anzeige in einem Top aus Wirsingkohl abbilden ließ.
2017 nahm Briegel ein Studium der Psychologie an der Freien Universität Berlin auf und erwarb darin 2023 einen Bachelorabschluss.

## Musikkarriere
Durch den Verlag Goodwell Music kam sie 2000 zur Band Sunnyglade, die einen Ersatz für ihre bisherige Sängerin Miriam Adameit suchte. Eva Briegel sagte zu und wurde so die neue Frontfrau der Band, die sich 2001 in Juli umbenannte und für einen Neuanfang mit deutschsprachigen Texten entschied. Nachdem die Band 2003 von Universal Music unter Vertrag genommen worden war, gelang im Folgejahr mit der Debütsingle Perfekte Welle und dem Album Es ist Juli der Durchbruch. Es folgten die Alben Ein neuer Tag (2006), In Love (2010), Insel (2014) und Der Sommer ist vorbei (2023). Gemeinsam mit den Gitarristen Simon Triebel und Jonas Pfetzing schrieb sie die meisten Titel der Band.
Briegel gehörte zur deutschen Jury des Eurovision Song Contest 2011 in Düsseldorf.
2022 war Briegel Jurorin in der KiKA-Sendung Dein Song. 2024 nahm sie an der elften Staffel der Vox-Fernsehshow Sing meinen Song – Das Tauschkonzert teil.

## Gastbeiträge

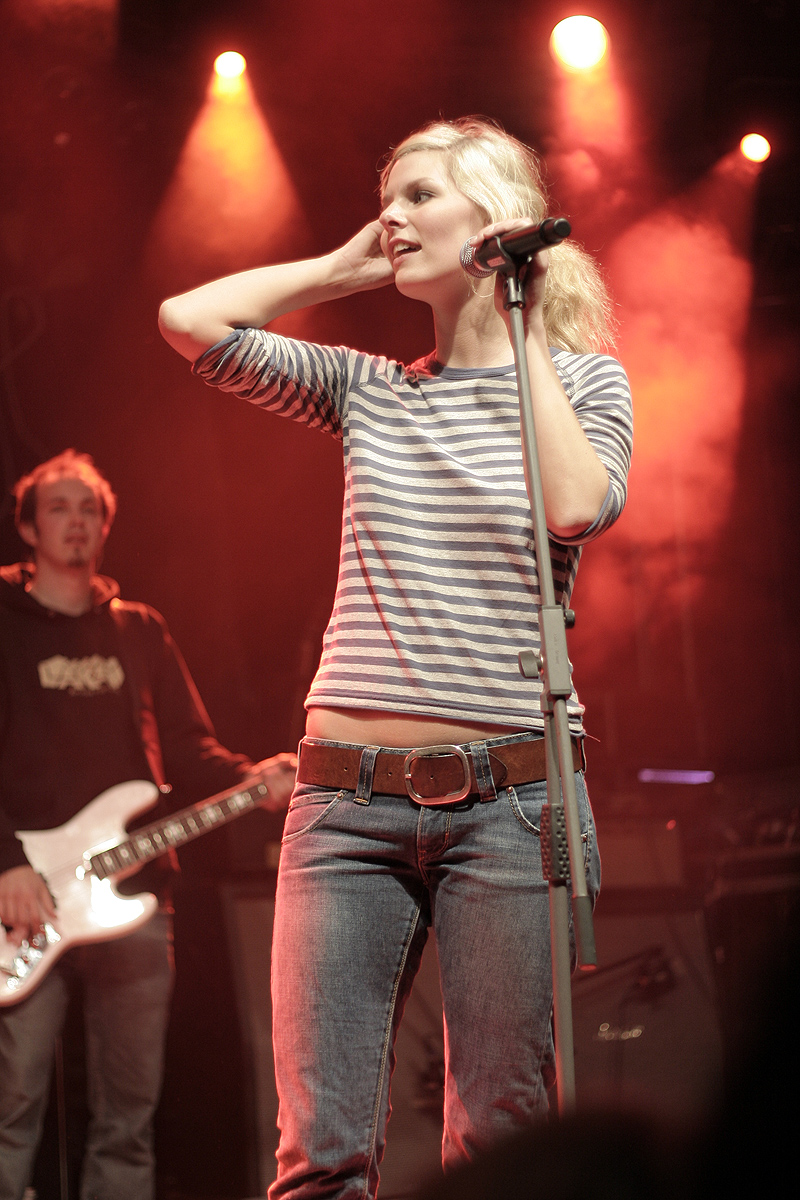
Eva Briegel (2006)

- Für das im Sommer 2004 erschienene Album This Very Moment des hessischen Dance-Projektes Hacienda (das später u. a. einige Remixe von Juli-Titeln veröffentlichte) steuerte sie beim Song Half a Step ihre Stimme bei.
- 2008 spielte sie die Hauptrolle im Musikvideo Trauriges Mädchen von Sven van Thom.
- 2009 nahm sie für das Lied Flöz & Pökel der ebenfalls aus Gießen stammenden Punkband Boxhamsters die weibliche Stimme auf. Die Zusammenarbeit wurde dabei vom Produzenten beider Bands, Olaf Opal, arrangiert, der Briegel zunächst ohne Wissen der Boxhamsters für das Projekt gewann.[12]
- Für die Band ABAY, der ihr Juli-Bandkollege Jonas Pfetzing angehört, nahm sie seit 2016 für mehrere Titel (1997 (Exit A) und Easy Ease auf dem Album Everything’s Amazing and Nobody Is Happy; Plastic auf dem Album Love and Distortion) zusätzlichen Gesang auf.
- 2022 veröffentlichte Briegel gemeinsam mit Sebastian Madsen die Single Ich löse mich auf.[13]
- 2023 nahm sie mit Antje Schomaker den Titel Irgendwohin auf.[14]
- 2024 veröffentlichte sie die Single HellSehen an der Seite von Mieze Katz.[15]
- Auf dem 2025 erschienenen Album Lieben wir des österreichischen Musikprojekts Oehl wirkten Juli und Eva Briegel bei dem Lied Eine Umarmung mit.

Gastbeiträge
| Jahr | Titel Album                          | Anmerkung                          |
| ---- | ------------------------------------ | ---------------------------------- |
| 2004 | Half a Step This Very Moment         | Hacienda feat. Eva Briegel         |
| 2009 | Flöz & Pökel Brut Imperial           | Boxhamsters feat. Eva Briegel      |
| 2022 | Ich löse mich auf Ein bisschen Seele | Sebastian Madsen feat. Eva Briegel |
| 2023 | Irgendwohin Snacks                   | Antje Schomaker feat. Eva Briegel  |
| 2024 | HellSehen                            | Mieze Katz feat. Eva Briegel       |
| 2025 | Eine Umarmung Lieben wir             | Oehl, Juli, Eva Briegel            |

## Sonstiges
Seit 2022 ist Briegel in unregelmäßigen Abständen Teil des Rateteams in der Unterhaltungssendung strassenstars.